# Friedrich Häusser
Friedrich Häusser (* 1953 bei Stuttgart in Baden-Württemberg) ist ein deutscher Kunst- und Antiquitätenhändler.

## Leben
Als gelernter Kaufmann machte sich Häusser Mitte der 1980er Jahre mit Kunsthandel selbständig und unterhielt Geschäfte in Hamburg, der Lüneburger Heide sowie in Dänemark. 2014 eröffnete er einen Kunst- und Antiquitätenhandel in Quedlinburg. Häusser lebt in Eilenstedt am Huy.
Überregionale Bekanntheit erreichte Friedrich Häusser durch seine Auftritte als Kunst- und Antiquitätenhändler in der ZDF-Sendung Bares für Rares, bei der er seit 2015 als Händler auftritt.
In der Rubrik Schatz oder Schätzchen? der Sendung MDR um 4 des Mitteldeutschen Rundfunks fungierte er 2017 als Antiquitätenexperte.